# 乡民 (电影)
《乡民》是1983年胡炳榴执导的中国历史剧电影。位北原担当主角饰演韩玄子。

## 演员
- 位北原 饰 韩玄子
- 赵志礼 饰 王才
- 林晓杰 饰 白银
- 陈锐 饰 二贝
- 黄雅婷 饰 花子
- 黄婉苏 饰 韩妻
- 庞洪德 饰 巩德胜
- 高颂喜 饰 枣核女人
- 郭建国 饰 狗剩
- 周毓成 饰 队长
- 位三保 饰 气管炎

### 参加演出
- 卢凤英
- 张春雁
- 曾敏
- 安雪莲
- 徐沛锋